# Madotz

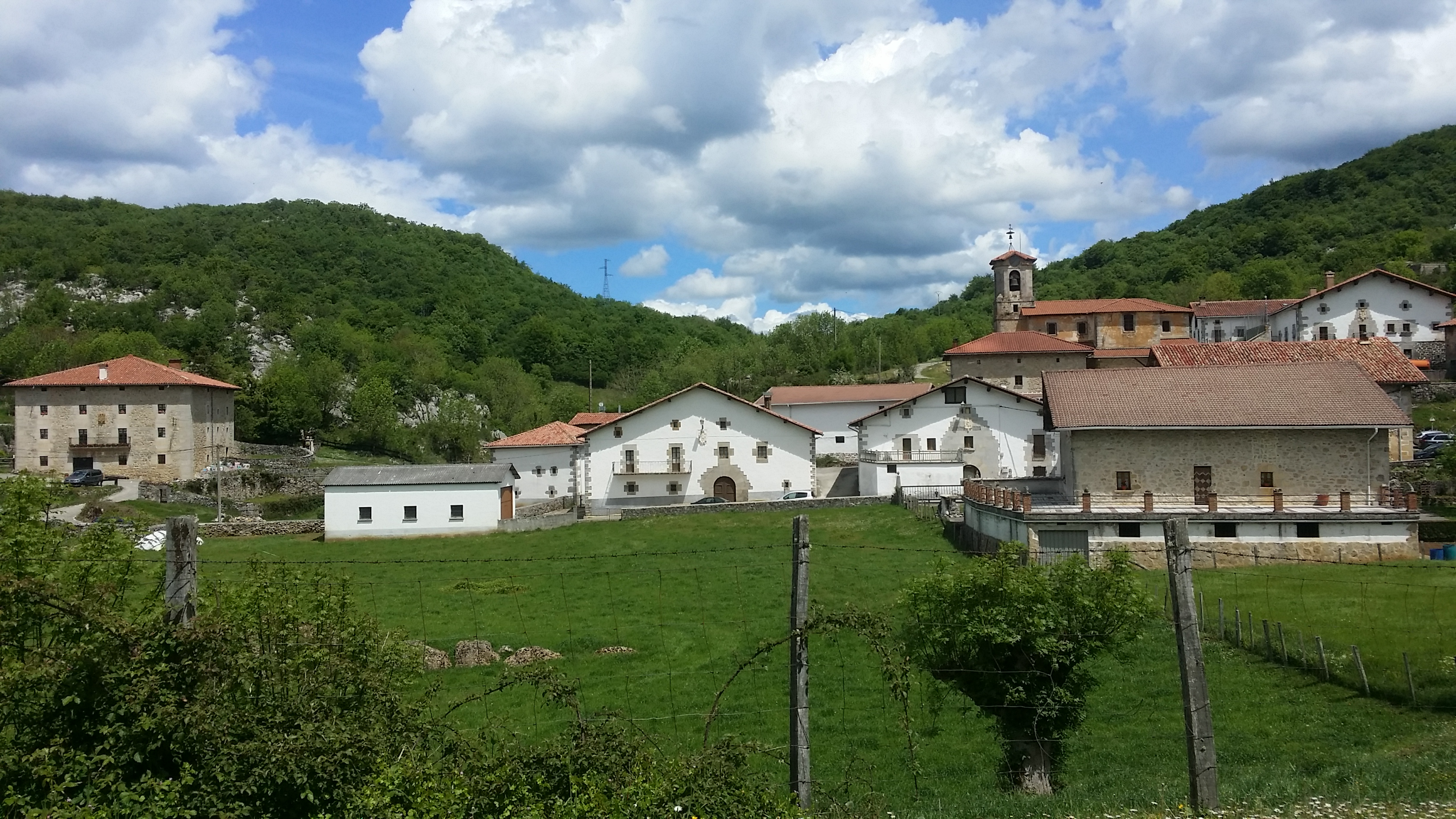
Vue générale

Madotz en basque ou Madoz en espagnol est une commune située dans la municipalité de Larraun de la communauté forale de Navarre, dans le Nord de l’Espagne.
Cette commune se situe dans la zone bascophone de la Navarre. Elle est située dans la mérindade de Pampelune, à 27km de Pampelune. Sa population en 2021 était de 16 habitants. Sa superficie est de 4,87 km² et sa densité de population est de 3,49 hab/km².

## Géographie
La commune de Madotz est située au sud-est de la municipalité de Larraun, dans la comarque du Nord d'Aralar. La commune est délimitée au nord par la commune d'Oderitz; à l'est avec Goldaratz dans la commune d'Imotz; au sud avec celles d'Egiarreta et Hiriberri (Arakil) et à l'ouest avec Uharte Arakil.
|               | Oderitz                       |                   |
| Uharte Arakil | Madotz                        | Goldaratz (Imotz) |
|               | Egiarreta, Hiriberri (Arakil) |                   |

## Population
| 2000 | 2001 | 2002 | 2003 | 2004 | 2005 | 2006 | 2007 | 2008 |
| ---- | ---- | ---- | ---- | ---- | ---- | ---- | ---- | ---- |
| 25   | 25   | 23   | 22   | 20   | 20   | 20   | 19   | 17   |

| 2009 | 2010 | 2011 | 2012 | 2013 | 2014 | 2015 | 2016 | 2017 |
| ---- | ---- | ---- | ---- | ---- | ---- | ---- | ---- | ---- |
| 17   | 17   | 16   | 16   | 17   | 17   | 16   | 16   | 16   |

| 2018 | 2019 | 2020 | 2021 | - | - | - | - | - |
| ---- | ---- | ---- | ---- | - | - | - | - | - |
| 17   | 16   | 15   | 16   | - | - | - | - | - |